# Nordermeldorf
Nordermeldorf är en kommun i Kreis Dithmarschen i förbundslandet Schleswig-Holstein i Tyskland.
Kommunen bildades 1 januari 1974 genom en sammanslagning av Barsfleth, Christianskoog och Thalingburen.
Kommunen ingår i kommunalförbundet Amt Mitteldithmarschen tillsammans med ytterligare 23 kommuner.